# San Ignacio (Honduras)
San Ignacio è un comune dell'Honduras facente parte del dipartimento di Francisco Morazán.
Già parte del comune di Cedros, ottiene l'autonomia amministrativa nel 1920, ma l'11 gennaio 1924 questa viene revocata in quanto non si ritengono sufficienti le caratteristiche del comune; l'istituzione definitiva del comune avviene l'8 dicembre 1958.